# Béja Sud
La delegació de Beja Sud (àrab: معتمدية باجة الجنوبية, muʿtamadiyyat Bāja al-Janubiyya) és una delegació o mutamadiyya de la governació de Béja, a Tunísia, formada per la part sud de la ciutat de Béja i la zona d'influència, amb diversos llogarets i viles. La seva població és de 41.000 habitants (2004). La capital es troba a la ciutat de Béja. Limita amb la delegació de Béja Nord.

## Administració
El seu codi geogràfic és 21 52 (ISO 3166-2:TN-12) i està dividida en nou sectors o imades:
- Sidi Fredj (21 52 51)
- El Haouari (21 52 52)
- El Mâagoula (21 52 53)
- Hammam Siala (21 52 54)
- Sidi Smaîl (21 52 55)
- Mekhachbia (21 52 56)
- Sidi Es-Shili (21 52 57)
- Zouagha (21 52 58)
- Mestouta (21 52 59)

A nivell de municipalitats o baladiyyes està dins de les municipalitats de Béja (21 11) i El Mâagoula (21 12).